# Ernst Fries
Pour les articles homonymes, voir Fries.
Ernst Fries, né le 22 juin 1801 à Heidelberg dans le Palatinat du Rhin et mort le 11 octobre 1833 à Karlsruhe dans le Grand-duché de Bade, est un peintre badois.

## Biographie
Ernst Fries est né le 22 juin 1801 à Heidelberg.
Ernst Fries est le frère de Bernhard Fries (en) et un élève de Carl Kuntz (de) à Karlsruhe. Il est disciple du peintre anglais Wallis, qu'il rencontre à Heidelberg, puis de Moller à Darmstadt. En 1821, il revient à Munich.
Il étudie à Munich[Quand ?].
Ernst Fries est mort le 11 octobre 1833 à Karlsruhe.